# امیل آنگلوف
امیل آنگلوف (بلغاری: Емил Ангелов؛ زادهٔ ۱۷ ژوئیهٔ ۱۹۸۰) بازیکن فوتبال اهل بلغارستان است.
از باشگاه‌هایی که در آن بازی کرده است می‌توان به باشگاه فوتبال کاردمیر قره‌بوک‌اسپور، باشگاه فوتبال دنیزلی اسپور، باشگاه فوتبال آنورتوسیس فاماگوستا، باشگاه فوتبال لیتکس لووچ، باشگاه فوتبال لفسکی صوفیه، و باشگاه فوتبال قونیه‌اسپور اشاره کرد.
وی همچنین در تیم ملی فوتبال بلغارستان بازی کرده است.